# Vildtreservat
Et Vildtreservat er ligesom et naturreservat oprettet for at beskytte de vilde fugle og pattedyr, og give dem fristeder   hvor de kan leve og yngle. De oprettes i henhold til lov om jagt og vildtforvaltning, og har deres oprindelse i reservatloven fra 1936 og varierer i størrelse efter lokale topografiske forhold samt hensynet til de arter, der skal beskyttes. Blandt de større vildtreservater i Danmark er Hanstholm Vildtreservat og Vadehavet, som i dag begge er en del af deres respektive nationalparker. 
Et reservat kan omfatte kerneområder, som helt friholdes for jagt og i nogle tilfælde færdsel, omgivet af  bufferzoner med færre restriktioner.
Skov- og Naturstyrelsen har udgivet en række foldere over danske vildt- og naturreservater.

## Eksterne kilder og henvisninger
- Liste over natur- og vildtreservater fra  Naturstyrelsen, via web.archive.org
- Reservatfoldere Arkiveret 24. juli 2013 hos  Wayback Machine